# Poggio Picenze
Poggio Picenze ist eine italienische Gemeinde (comune) mit 1010 Einwohnern (Stand 31. Dezember 2023) in der Provinz L’Aquila in den Abruzzen. Die Gemeinde liegt etwa 12 Kilometer ostsüdöstlich von L’Aquila am Rande des Nationalparks Gran Sasso und Monti della Laga und gehört zur Comunità montana Campo Imperatore-Piana di Navelli.

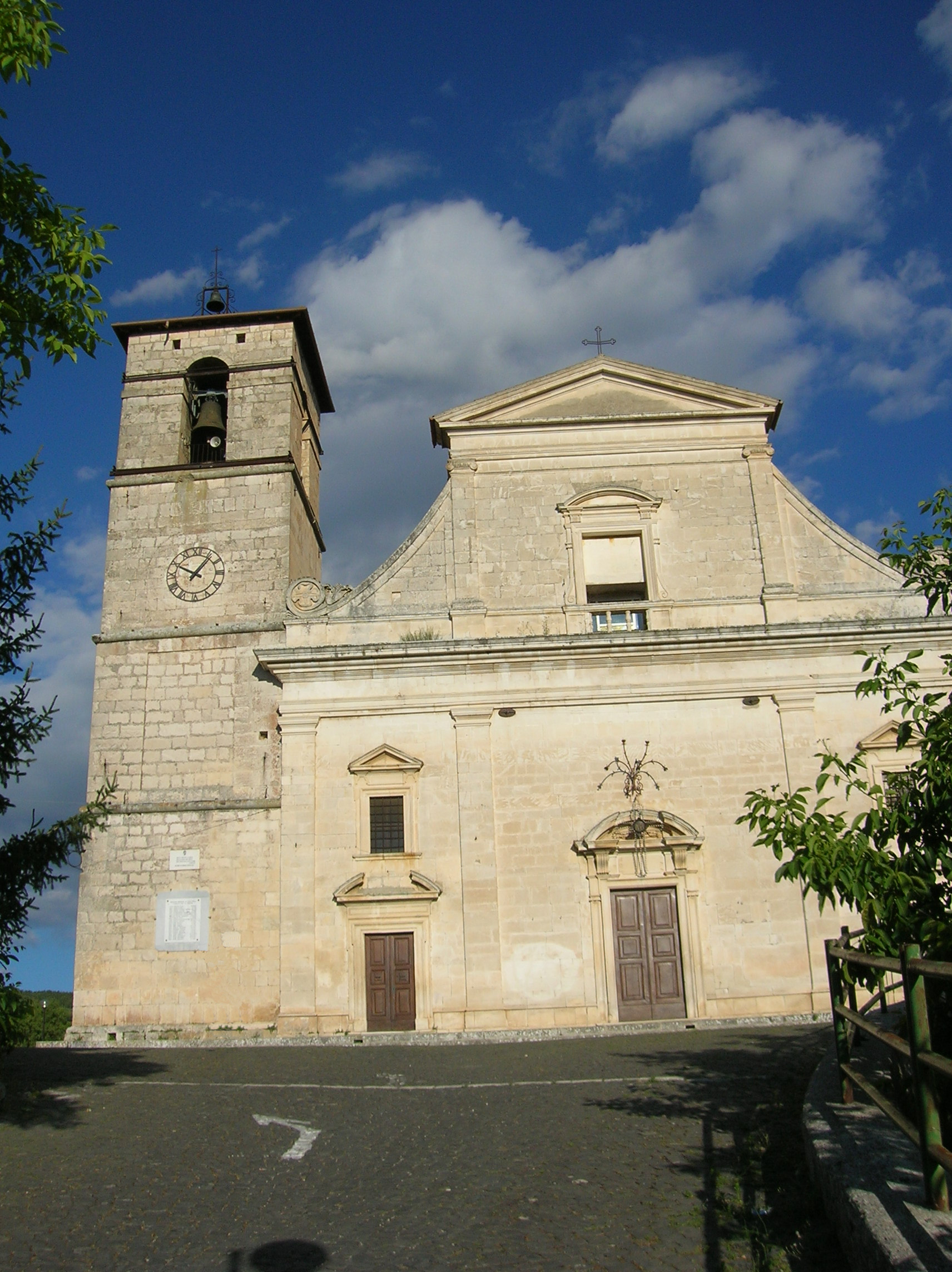
Felixkirche in Poggio Picenze

## Verkehr
Durch die Gemeinde führen die Strada Statale 17 dell'Appennino Abruzzese e Appulo Sannitica von Antrodoco nach Foggia sowie die frühere Strada Statale 261 Subequana (heute eine Regionalstraße) von Molina Aterno nach L’Aquila.